# Доброй ночи (песня, 1976)
«До́брой но́чи» (англ. Good Night, Good-Night; инципит Good-night? ah! no; the hour is ill…) — песня Давида Тухманова на стихи Перси Биши Шелли из концептуального альбома Тухманова «По волне моей памяти» (1976). Отбор всего литературного материала для альбома, включая стихотворение Шелли Good-Night, и фактическое продюсирование альбома были сделаны женой Тухманова Татьяной Сашко. Песня была единственной на всём альбоме полностью исполненной на языке оригинала — английском. Первый исполнитель песни — Мехрдад Бади. В отличие от других солистов, Бади записал для альбома не одну, а две песни; второй была «Я мысленно вхожу в ваш кабинет».

## Текст

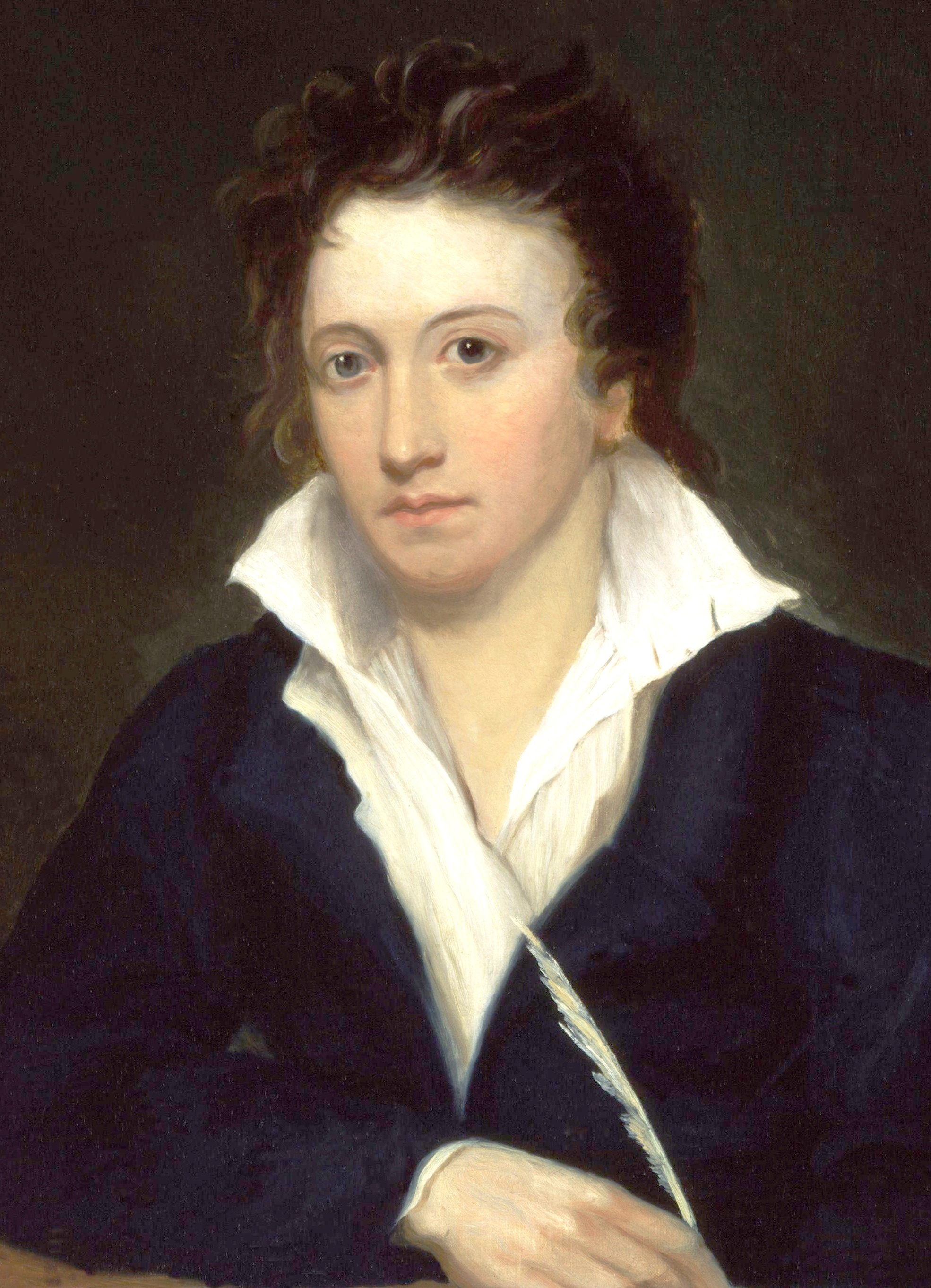
Альфред Клинт. Портрет Перси Биши Шелли. 1819

Жена Давида Тухманова и фактический продюсер концептуального альбома «По волне моей памяти» Татьяна Сашко, отбиравшая для него весь литературный материал, выбрала в том числе и стихотворение Перси Биши Шелли Good-Night (1820?, опубликовано в 1822). Большинство текстов альбома были переводными, и в нескольких песнях Тухманов решил оставить цитаты на языке оригинала (французском, немецком, польском) — чтобы «намекнуть» слушателям на то, что «поэзия-то, в принципе непереводима». Единственным исключением стала песня «Доброй ночи», которая исполнялась полностью на английском языке:
Когда я посмотрел оригинальные стихи на английском языке Перси Биши Шелли Good-Night и сравнил это с переводом, я понял, что перевод неудачный — никакого нет вообще ни впечатления, ни атмосферы, ничего. И решил оставить песню Good-Night целиком на английском языке.
Автор более позднего перевода стихотворения Шелли Владимир Бойко так прокомментировал эти слова Тухманова:
Мне стало любопытно, какой перевод на самом деле Тухманов имел в виду. Скорее всего, Бальмонта («Доброй ночи? О, нет, дорогая! Она / Не добра, если гонит любовь мою прочь») или Голембы («Доброй ночи? В самом деле? / Нет, останься до утра!») — или, может быть, и тот, и другой. Кроме этих двух я просто не знаю других известных и широко растиражированных переводов этой вещи — ещё есть масса любительских, но вряд ли Тухманов их вообще читал, они и не стоят того. А с обоими этими вариантами проблема в том, что они написаны в другом размере, не совпадающем с четырехстопным ямбом оригинала (<…> тут действительно технически очень сложно выкрутиться, поскольку по-английски good night — это всего два слога, одна ямбовая стопа, а по-русски сразу же резко удлиняется). Соответственно дело даже не во впечатлении и атмосфере, а просто в том, что к этим стихам надо писать совершенно другую музыку, на эту они не ложатся.
| Good-Night Оригинальный текст Good-night? ah! no; the hour is ill Which severs those it should unite; Let us remain together still, Then it will be good night. How can I call the lone night good, Though thy sweet wishes wing its flight? Be it not said, thought, understood — Then it will be — good night. To hearts which near each other move From evening close to morning light, The night is good; because, my love, They never say good-night. 1820? | Доброй ночи! Перевод Константина Бальмонта Доброй ночи? О, нет, дорогая! Она Не добра, если гонит любовь мою прочь; Проведём её вместе с тобою без сна, — И тогда будет добрая ночь! Разве может быть добрая ночь без тебя? Разве в силах я грусть о тебе превозмочь? Нет, весь мир позабыть, трепеща и любя, — Это добрая ночь! Ночь лишь тем хороша, что мы ночью нежней, От влюблённых сердец скорбь уносится прочь, Но не будем совсем говорить мы о ней, — И тогда будет добрая ночь!. ? | Доброй ночи Перевод Владимира Бойко Добра ли ночь? нет, зол тот час, Когда расстаться нам пора. Вдвоём останемся хоть раз — И станет ночь добра. Зачем же ночь, когда без встреч И не разжечь в груди костра? Не мнить, не вспомнить, не изречь — Тогда и ночь добра. А если рядом вновь и вновь Сердца трепещут до утра, То к ним без слов, моя любовь, Бывает ночь добра. 2013? |

## Выбор певца и запись песни

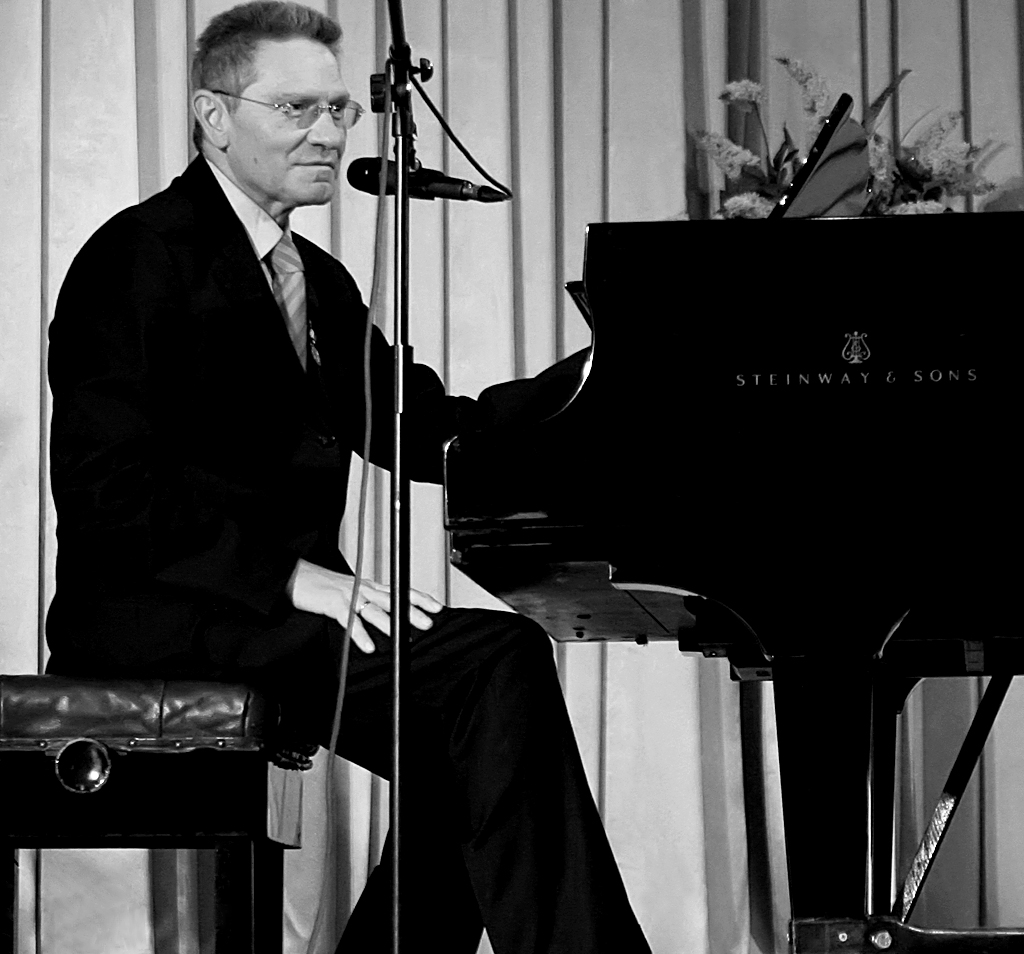
Давид Тухманов. 2007

Песня была пятой, завершающей первую сторону альбома «По волне моей памяти», которая была начата спокойной волошинской «Я мысленно вхожу в ваш кабинет» в исполнении того же певца — Мехрдада Бади. В «центре» первой стороны, третьим, самым простым, по словам Тухманова, и, как потом выяснилось, самым популярным номером шла «заводная» песня «Из вагантов» в исполнении Игоря Иванова. «Доброй ночи» была следующей после четвёртого спокойного «Приглашения к путешествию» в исполнении Александра Бырыкина. Ставшее основой пятой песни стихотворение младшего романтика Шелли, написанное уже на выходе из классицизма, Тухманов в первом куплете неожиданно стилистически (изощрённостью мелодии и медленным темпом) и инструментально (игрой на электрооргане) поместил в ещё более раннюю эпоху барокко, а затем во втором куплете, резко увеличив темп, столь же неожиданно переместил в современный себе прогрессив-рок с гитарными риффами Бориса Пивоварова.
Перс Мехрдад Бади, вокалист полуофициальной московской джаз-роковой группы «Арсенал», которого Тухманов пригласил к себе на прослушивание, был далёк от официальной музыки: «Давид Тухманов — это был, конечно, известный такой советский композитор, к которому относились уважительно, но это была не наша музыка!» Встречи с Тухмановым и последующая запись происходили в секрете:
Лично мне не нравилось, когда я приходил к Давиду Фёдоровичу домой, и он мне что-то наигрывал на пианино, легонечко. Я так и не мог понять ни аранжировки, ни общей концепции этой песни, ни как она будет звучать — ничего этого мне не давалось.
Один из ближайших друзей Мехрдада Бади, гитарист Борис Синицын, работавший с ним вместе в ресторанных ансамблях в период до «Арсенала», в 2013 году вспоминал:
Честно говоря, мы его запозорили после участия в записи альбома «По волне моей памяти». А Макар оправдывался, что всех построила жена композитора Тухманова. Ни одной лишней ноты она не давала спеть, всем командовала, никаких импровизаций. А сейчас, послушав эти две песни в исполнении Макара, я понимаю, что это здорово! И зря мы тогда так к этому отнеслись.

## Кавер-версии

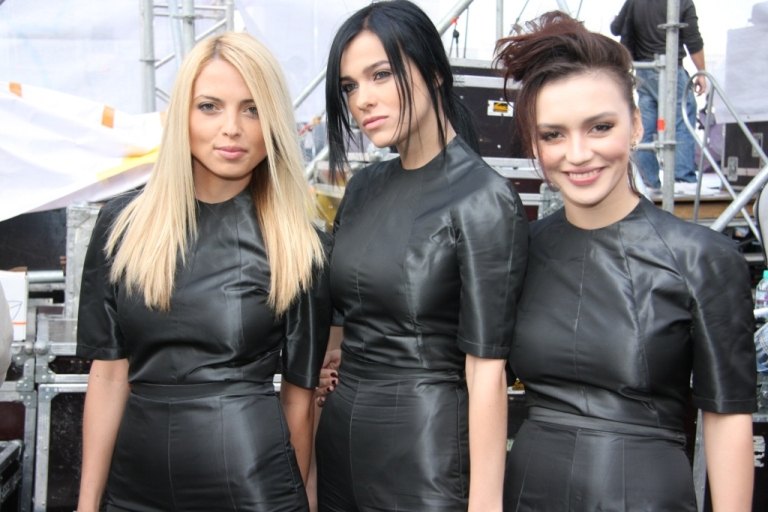
Группа Serebro (Анастасия Карпова, Елена Темникова, Ольга Серябкина) 21 августа 2010 года — в тех же сценических костюмах, что и при исполнении Good Night три недели назад

Песня входила в репертуар других исполнителей. На творческом вечере, посвящённом 70-летию Давида Тухманова, в рамках фестиваля «Новая волна» 30 июля 2010 года «Доброй ночи» исполнила группа Serebro в составе, который существовал с 2009 по 2013 год: Елена Темникова, Ольга Серябкина и Анастасия Карпова — именно в такой последовательности они пели три куплета песни, по куплету на каждую солистку.

## Участники записи 1975—1976 годов
- Борис Пивоваров (гитара)
- Аркадий Фельдбарг (бас-гитара, скрипка)
- Владимир Плоткин (ударные)
- Давид Тухманов (фортепиано, орган, синтезатор, электропиано)
- Медная группа ансамбля «Мелодия» под управлением Георгия Гараняна
- Струнная группа Большого симфонического оркестра Всесоюзного радио и телевидения (дирижёр Константин Кримец)
- Звукорежиссёр Николай Данилин

## Комментарии

«Яблоко» первой стороны грампластинки «По волне моей памяти» с записью песни «Доброй ночи» (1976)

1. ↑  На обороте конверта альбома «По волне моей памяти» было написано: «Литературный материал подобран Татьяной Сашко».
2. ↑  Прозвище Мехрдада Бади в советской андерграундной музыкальной среде.

## Видео
- Выступление группы «Серебро» с песней «Доброй ночи» на творческом вечере, посвящённом 70-летию Давида Тухманова, в рамках фестиваля «Новая волна 2010» 30 июля 2010 года
- Концертное выступление Мехрдада Бади и ансамбля «Авеню» с песней «Доброй ночи» (2013)